# Budapesti Szociolingvisztikai Interjú
A Budapesti Szociolingvisztikai Interjú (BUSZI) az MTA Nyelvtudományi Intézete Élőnyelvi osztályán folyó nagyszabású szociolingvisztikai felmérés, amely megbízható adatokat szolgáltat a magyar nyelv Budapesten beszélt változatáról. Ennek érdekében magnetofonos interjú készült 250 adatközlővel, akik a budapesti lakosság statisztikailag reprezentatív mintáját alkotják. Az adatok felvétele 1987–89 között történt, a rendkívül munkaigényes feldolgozás jelenleg is folyik. 
A BUSZI munkálatainak tervezése 1985-re nyúlik vissza. Ekkor a majdani terepmunka előkészületeként az MTA Nyelvtudományi Intézet munkatársai és felkért nyelvész kollégák elhatározták, hogy több szempontból elemzés alá vesznek egy spontán beszédmintát. A kísérlet célja az volt, hogy az így szerzett tapasztalatok alapján módszertani útmutatókat fogalmazzanak meg a későbbi munkához. 
A budapesti nyelv jelentős mennyiségű beszélt nyelvi anyagon való vizsgálatát a Budapesti Szociolingvisztikai Interjú teszi először lehetővé.

## A BUSZI céljai
1. Az eddigi, írott korpuszokon avagy nyelvészek intuícióin alapuló leírások módosítása és kiegészítése jelentős mennyiségű beszélt nyelvi korpusz elemzése, valamint a nyelvhasználat kísérletes vizsgálata révén
2. A szociológiailag minél pontosabban leírt, különböző budapesti társadalmi rétegek, csoportok eltérő nyelvhasználatának vizsgálata
3. A stílusok vizsgálata, vagyis a beszélőknek a saját beszédüket kísérő figyelmük nagyságától függő változatok leírása
4. Olyan adatok vizsgálata, amelyek lehetővé teszik bizonyos nyelvi változások vizsgálatát, ha hasonló felvételek készülnek 10–20–30 év múlva

A BUSZI céljait szem előtt tartva a munkatársak a vizsgálati kérdéseket úgy dolgozták ki, hogy 1986 nyarán felkérték a Nyelvtudományi Intézet néhány kutatóját arra, hogy írják le, mely nyelvi jelenségeket tartanak fontosnak e vizsgálatban. A felkért 70 nyelvésztől 22 válasz érkezett, ezeket mind feldolgozták, majd a külföldön folyó hasonló munkálatok megbeszélése után, két fő tanulmány felhasználásával Kontra Miklós összeállította azoknak a kérdéseknek a listáját, amelyek vizsgálhatók egy szociolingvisztikai interjú keretein belül.
A két felhasznált tanulmány:
Cseresnyési László: Hangtani kérdések. Ajánlások a budapesti köznyelvi vizsgálatok adatfelvételéhez. Kézirat, 1986.
Komlósy András: Mondattani kérdések. Ajánlások a budapesti köznyelvi vizsgálatok adatfelvételéhez. Kézirat, 1987.
Vizsgálati kérdések nyelvi szintek szerint:
1. Hangtan (Mi a társadalmi helyzettől, beszédsebességtől, és stílustól függő disztribúciója egyes fakultatív fonológiai és/vagy fonetikai szabályoknak, szón belül és szóhatáron keresztül? Vagyis milyen különbségek vannak a beszédsebességtől függő változatok, és a beszélőknek a saját beszédüket kísérő figyelmük nagyságától függő változatok között?)
2. Alaktan (Pl. A suksük- és a szukszük- ragozás társadalmi megoszlása; Az igék feltételes módú egyes szám első személyű stigmatizált alakjának (én tudnák) társadalmi disztribúciója stb.)
3. Mondattan (Pl. Az -e kérdőszócska, mint stigmatizált mondattani jelenség társadalmi disztribúciója stb.)
4. Lexika (Pl. Felkapott szavak jelentésváltozásos használata: Demográfiát akarunk? [értsd: népességpolitikát] stb.)

## A BUSZI szerkezete
A BUSZI interjúk előre meghatározott, gondosan felépített forgatókönyv szerint készültek. Az interjú alkotóegységei, az ún. modulok részei külön számozott kártyákra lettek gépelve. Külön kártyakészlet készült az adatközlőnek, amely a nyelvi anyagot tartalmazta a megoldandó feladathoz, és egy másik a terepmunkásnak, amely ezen felül instrukciókat is adott számára. Az ún. kártyás feladatok sorrendje kötött volt, ezt tükrözte a kártyák folyamatos számozása is. Ezek előtt, esetleg közben, de leginkább után szerepeltek az irányított társalgás moduljai. Bár ideális esetben mind az adatközlő, mind egy külső megfigyelő számára a társalgás teljesen kötetlen, spontán módon folyik az adatközlő érdeklődésének megfelelően, valójában a társalgási modulok kérdései is gondosan meg lettek tervezve, bizonyos esetekben ezeket a terepmunkásnak szó szerint kellett elmondania (felolvasnia). A társalgási modulok azonban egy repertoárt alkottak, melyből bizonyos elemeket a terepmunkásnak feltétlen be kellett vetnie, másokat viszont jó érzékkel, az adatközlőhöz maximálisan igazodva kellett bevezetnie. A társalgási modulok sorrendjére vonatkozólag a terepmunkásnak szinte szabad keze volt. 
Egy-egy interjú tartalma tehát teljes egészében nem volt előre meghatározható. Általában egy bevezető, ismerkedő beszélgetés után (ami egyben a BIO modul volt) a kártyás feladatok (mondatkiegészítés, olvasás stb.) következtek, majd az interjút legalább harminc perc társalgás (irányított beszélgetés) zárta.

## A BUSZI változatai

### BUSZI-2
1987-ben készültek a BUSZI-2 változat felvételei, mely a BUSZI-3, -4 változat elővizsgálataként kapott fontos szerepet. A BUSZI-2 felvételeihez 50 interjút készítettek kvótaminta alapján, kvótánként 10-10 adatközlővel.
Kvóták:
1. egyetemi hallgatók (tanárszakos egyetemisták)
2. középiskolai tanárok (50 évnél idősebbek)
3. bolti eladók
4. gyári munkások
5. szakmunkástanulók (15-16 évesek)

Ezek a csoportok (kvóták) megállapítása bizonyos fokig önkényesen történt. Ez a minta lehetővé tette az adatközlők szocioökonómiai státusukat tekintve eltérő kvóták nyelvhasználati különbségeinek elemzését, és bizonyos nyelvi változások esetleges tettenérését is (pl. a diakrón változásokét, melyek a látens időben is vizsgálhatók). A szinkrón nyelvhasználati különbségek mutatkozása két különböző életkorú, de azonos szocioökonómiai státusú csoport beszédében – nagy valószínűséggel – folyamatban lévő nyelvi változás jele. A tanárok és az egyetemisták közötti 25-30 évnyi korkülönbség is ilyen megfontolások következményeként figyelhető meg.

### BUSZI-3,-4
Tartalmilag a BUSZI-2-ben is használt interjú alkotta a BUSZI-3 változatot, amelynek felvételei 1988-ban készültek, a BUSZI-4 változathoz pedig az 1989-ben készült BUSZI-3 kismérvű módosításának interjúi vezettek el. A különbség a BUSZI-2 és BUSZI-3,-4 adatbázisok között a mintavétel módjában rejlik. A BUSZI-3,-4 felvételeit 200 adatközlővel készítették, rétegzett reprezentatív minta alapján. Ez a minta egy történelmi véletlennek és a szociológusok segítőkészségének köszönhető. 1986 óta folyt a hajdani Tömegkommunikációs Kutatóközpontban, mai nevén a Magyar Közvéleménykutató Intézetben Angelusz Róbert és Tardos Róbert kutatása, amely a magyar társadalom szociális és kommunikációs rétegződését vizsgálta, három országos reprezentatív mintán. 
A Magyar Nemzeti Szociolingvisztikai Vizsgálat néven ismert felmérést 832 fővel végeztették el, akik a 18 éven felüli magyar lakosság reprezentatív mintáját alkották a nem, az életkor, az iskolai végzettség és a lakóhely típusa szerint. Ennek a rétegzett véletlenszerű mintavétellel összeállított országos mintának a budapesti almintája adta azt a 200 főt, akikkel a BUSZI-3 és BUSZI-4 magnetofonos felvételei készültek 1988-ban és 1989-ben.

## Technikai feldolgozás

### A hangok rögzítése és feldolgozása
A terepmunka során a hangfelvételek készítéséhez UHER márkájú hordozható szalagos magnót használtak az adatközlő ruhájára csíptethető mikrofonnal. Ezt követően a hanganyagot egy szalagos magnó segítségével szalagokról kazettákra másolták, amelyeket az az MTA Nyelvtudományi Intézet archívumában őriznek. A BUSZI-2 kódolását és lejegyzését a kazettákról végezték pedálos kazettás asztali magnó segítségével, a BUSZI-3,-4 kódolása pedig már a digitalizált anyagokból történt. A tesztfeladatok adatainak számítógépre vitelét a Sass Bálint által készített kódolóprogram segítette. A technika fejlődésének köszönhetően a hanganyagokat digitalizálták, majd sor került az anonimizálásra és végül az adatbázist az érdeklődő kutatók számára elérhetővé tették.

### Az adatok számítógépes feldolgozása
A BUSZI-2 tesztadatainak kódolása során különböző számítógépes programok voltak használatosak. Az első időszakban a lejegyzők a dBase program segítségével rögzítették az adatokat. Később azonban áttértek egy korszerűbb program, a FoxPro használatára. Oravecz Csaba és Sass Bálint a BUSZI-2 irányított társalgásainak lejegyzett szövegeiből számítógépes adatbázist készített. Céljuk az volt, hogy a BUSZI szöveges lejegyzéseiből olyan explicit nyelvi adatbázist hozzanak létre, amely lehetővé teszi a számítógép felhasználását a szövegek elemzésében és lekérdezésében. Sass Bálint elkészítette a BUSZI-2 irányított beszélgetéseinek keresőprogramját, amellyel bármilyen jelenségre rákereshetünk az általunk megadott paraméterekkel. Ez a kereső hozzáférhető a regisztrált kutatók számára.

## A BUSZI munkatársai
A BUSZI kutatásvezetője Kontra Miklós volt, a projektben négy főmunkatársa Bartha Csilla, Borbély Anna, Kassai Ilona és Váradi Tamás voltak.
A kapcsolódó munkálatokban szintén nagy szerepe volt még Horváth Verának, Reményi Andrea Ágnesnek, Laczkó Máriának, Beran Eszternek, Hattyár Helgának, Perényi Dórának, Pintér Tibornak és Beregszászi Anikónak.
A BUSZI-2 50 interjújának legnagyobb részét Borbély Anna és Bartha Csilla jegyezte le, kódolta és ellenőrizte.
A BUSZI-2 tesztadatainak keresőprogramja Blága Szabolcs, az irányított beszélgetések keresőprogramja pedig Sass Bálint munkája.
A BUSZI-3,-4 tesztadatainak kódolását Mátyus Kinga, Bokor Julianna, Pintér Tibor és Hattyár Helga végezte.
Az interjúk terepmunkásai:
Molnár Gyula, szociológus †
Juhász Krisztina, szociológus
Erdélyi Ágnes, tanár
Törzsök Erika, szociológus
Kassai Ilona, nyelvész †
Horváth Vera, nyelvész
Galántai Vera, nyelvész